# Provincia de Kompienga
Kompienga es una de las 45 provincias de Burkina Faso, su capital es Pama.

## Departamentos (población estimada a 1 de julio de 2018)
La provincia está dividida en 3 departamentos:
- Kompienga 43,639
- Madjoari 14,132
- Pama 68,188